# 高山裕二
高山 裕二（たかやま ゆうじ、1979年- ）は、日本の政治学者、明治大学准教授。

## 人物
2009年早稲田大学大学院政治学研究科博士課程修了、「近代社会の誕生と無関心という病 トクヴィルとフランス自由主義思想の系譜」で政治学博士。2010年早大助教、明治大学政治経済学部准教授。専門は政治学・政治思想史。2012年「トクヴィルの憂鬱」でサントリー学芸賞受賞。

## 著書
- 『トクヴィルの憂鬱 フランス・ロマン主義と〈世代〉の誕生』白水社、2012.1
- 『憲法からよむ政治思想史』有斐閣、2022.9
- 『ロベスピエール 民主主義を信じた「独裁者」』新潮選書、2024.11

### 共編著
- 『社会統合と宗教的なもの 十九世紀フランスの経験』宇野重規,伊達聖伸共編著、白水社、2011.7
- 『共和国か宗教か、それとも 十九世紀フランスの光と闇』宇野重規,伊達聖伸共編著、白水社、2015.12
- 『よくわかる政治思想』(やわらかアカデミズム・〈わかる〉シリーズ) 野口雅弘,山本圭共編著、ミネルヴァ書房、2021.4
- 『政治思想と啓蒙 その光と影』和田泰一共編、ナカニシヤ出版、2023.3

### 翻訳
- ジョン・ロールズ『ロールズ 政治哲学史講義』サミュエル・フリーマン編、全2冊、岩波書店、2011.9／岩波現代文庫、2020

齋藤純一,佐藤正志, 山岡龍一, 谷澤正嗣, 小田川大典共訳
- レオ・ダムロッシュ『トクヴィルが見たアメリカ 現代デモクラシーの誕生』永井大輔共訳、白水社、2012.12
- カス・ミュデ, クリストバル・ロビラ・カルトワッセル『ポピュリズム デモクラシーの友と敵』永井大輔共訳、白水社、2018.4
- キャス・サンスティーン『同調圧力 デモクラシーの社会心理学』永井大輔共訳、白水社、2023.8

## 論文
- <高山裕二